# Águeda Dicancro
Águeda Dicancro   (Montevideo, 1938 - Montevideo, 14 d'agost de 2019) va ser una artista plàstica uruguaiana, dedicada a l'escultura en vidre.

## Biografia
El 1964, Águeda Dicancro es va graduar com a ceramista a l'Escola Pedro Figari de la U.T.U. i va prendre classes d'escultura amb Eduardo Yepes a l'Institut Sant Francesc d'Assís, posteriorment va estudiar a l'Institut Escola Nacional de Belles Arts de la Universitat de la República (UdelaR). El 1964 va rebre una beca de l'OEA per realitzar un postgrau en ceràmica a l'Escola Nacional d'Arts Plàstiques de la Universitat Autònoma de Mèxic i per estudiar orfebreria i tècniques en metalls.
És reconeguda per les seves grans instal·lacions d'escultures en vidre com a material protagonista, juntament amb la fusta i el ferro. La conjunció de color, opacitats i transparències del vidre, juntament amb altres recursos com la utilització d'emmirallats i la llum defineixen la seva obra i la van representar al pavelló uruguaià de la Biennal de Venècia (1993), a la Biennal de São Paulo (1994), així com en l'exposició «Arborescències» al Museu Nacional d'Arts Visuals (MNAV) el 2007.

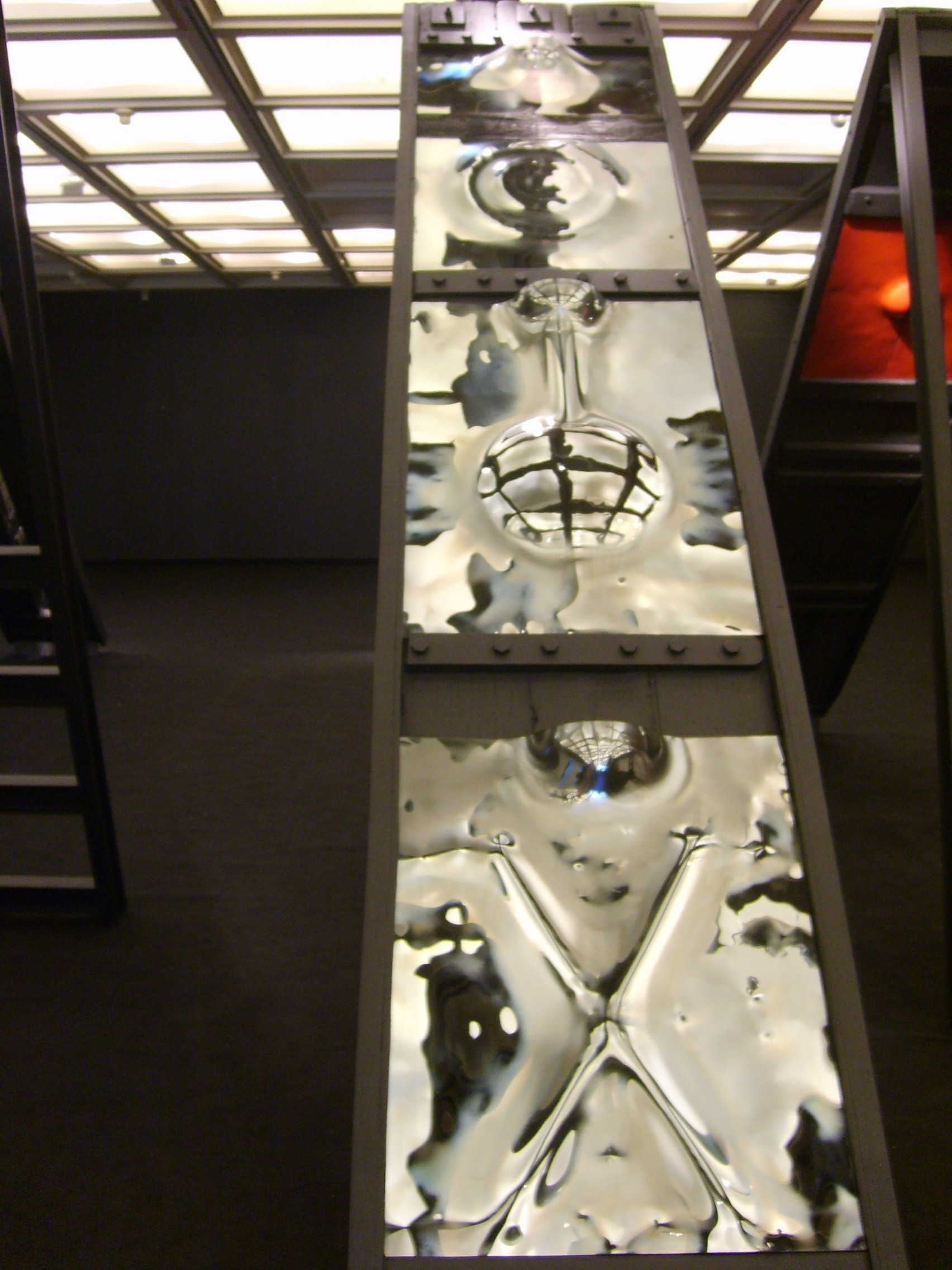
«Arborescències» d'Águeda Dicancro. Museu Nacional d'Arts Visuals (MNAV).

Una de les seves obres es troba en exposició al Banc Central de l'Uruguai i una altra escultura en acer i vidre a la Torre de les Comunicacions de l'ANTEL.

## Premis
- Premi del xxxiii Concurs Internacional de Ceràmica d'Art, Faenza, Itàlia.
- 1965, Primer Premi de Ceràmica en el Concurs Fundació Ford, Mèxic.
- 1966, Gran Premi del Saló i Primer Premi Secció Joies del 1r Saló d'Arts Decorativas, Comissió Nacional d'Arts Plàstiques.
- Menció en la ii Biennal Internacional d'Arts Aplicades, Punta del Este.
- 1967, Premi Adquisició en el xv Saló Municipal.
- 1973, Medalla d'Or de la Comuna de Roma.
- 1978, Primer Premi del Concurs Mural edifici Puerta del Sol, Punta del Este.
- Premi Adquisició xxxiii Salón Municipal.
- 2001, Premi Alas
- 2002, Premi Figari.

Va ser seleccionada per representar l'Uruguai a la Biennal de Venècia el 1993, i a la Biennal de São Paulo el 1994.